# Система операторского управления
Система операторского управления распределенной системы управления — эта система, которая предназначена для осуществления безопасного у удобного управления технологическим процессом.

## Основные характеристики
Цель использования системы операторского управления состоит в возможности просматривания информации, отслеживании хода выполнения технологических операций и подачи любого управляющего воздействия посредством имеющихся экранных форм.

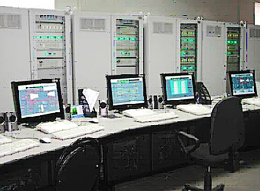
Система операторского управления и мониторинга

Архитектура системы индивидуальна для различной структуры предприятия, однако всегда адаптирована под реальную структуру. Операторские системы представляют собой совокупность операторских станций, в зависимости от сложности процессов и производства могут создаваться как системы для одного пользователя, так и многопользовательские системы.

## Требования, предъявляемые к системам операторского управления
Все операторские станции должны базироваться на современных промышленных станциях[что?]. Для качественной работы операторских станций необходимо учитывать жёстокие промышленные условия и характеризоваться мощной технологией промышленного ПК.
Обычно, рабочие станции расширяются следующими компонентами:
- Аппаратными и программными компонентами для работы с резервированием[чего?];
- Сигнальным модулем для звуковой и визуальной сигнализации сообщений;
- Многомониторными видеокартами для подключения до 4 мониторов, для наблюдения за процессом;
- Мониторами офисного и промышленного исполнения;
- Считывателем смарт-карт, для защиты доступа.